# Nostocales
Ordre
Les Nostocales sont un ordre de Cyanobactéries (anciennement appelées algues bleues). Ce terme provient du mot Nostoc, dont l'étymologie est discutée, il pourrait avoir été inventé par Paracelse (Nostoch). Il désigne aujourd'hui  un genre de cyanobactéries de la famille des Nostocaceae. Les espèces du genre Nostoc sont des organismes procaryotes réalisant la photosynthèse et fixant l’azote.

## Liste des familles
Selon World Register of Marine Species (28 mars 2018) :
- famille des Aphanizomenonaceae Elenkin
- famille des Borzinemataceae
- famille des Chlorogloeopsidaceae
- famille des Fortiaceae
- famille des Godleyaceae
- famille des Hapalosiphonaceae Elenkin, 1916
- famille des Microchaetaceae Lemmermann, 1907
- famille des Nostocaceae Eichler, 1886
- famille des Rivulariaceae Frank, 1886
- famille des Scytonemataceae
- famille des Stigonemataceae (Bornet & Flahault) Borzi, 1892
- famille des Symphyonemataceae
- famille des Tolypothrichaceae

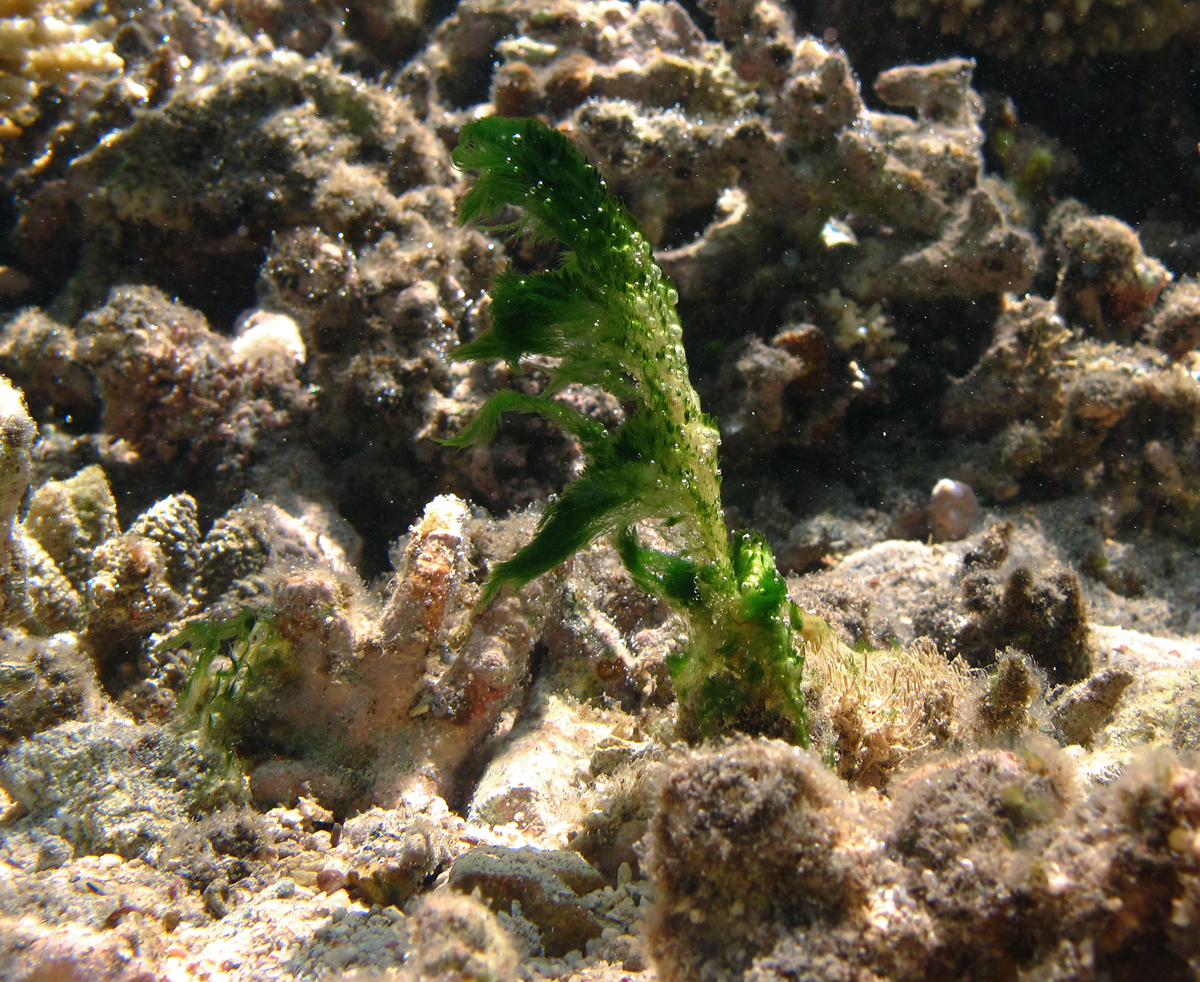
Une colonie de cyanophycées du genre Anabaena (Nostocaceae)
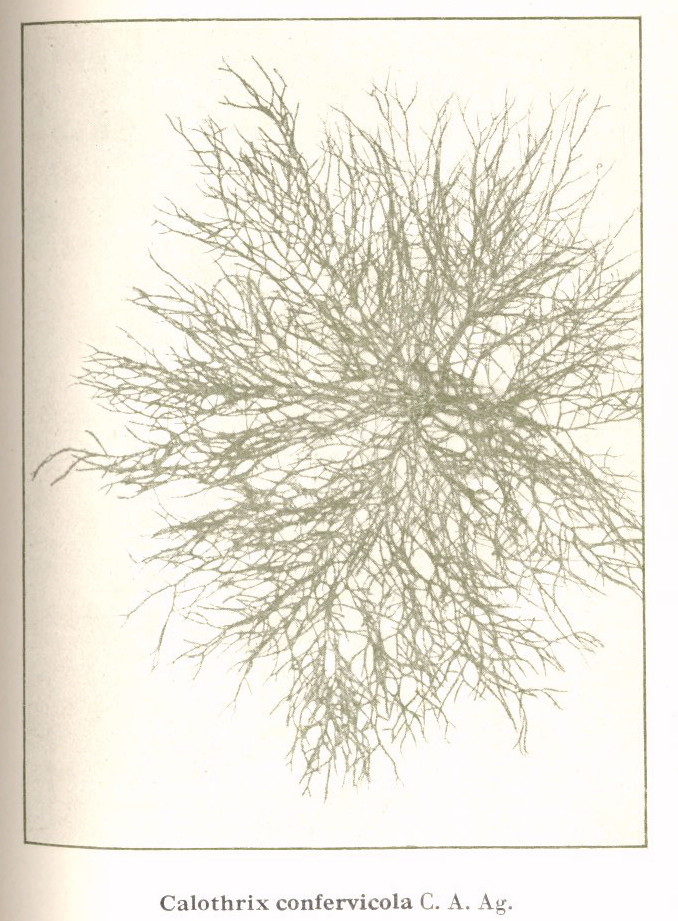
Calothrix confervicola (Rivulariaceae)
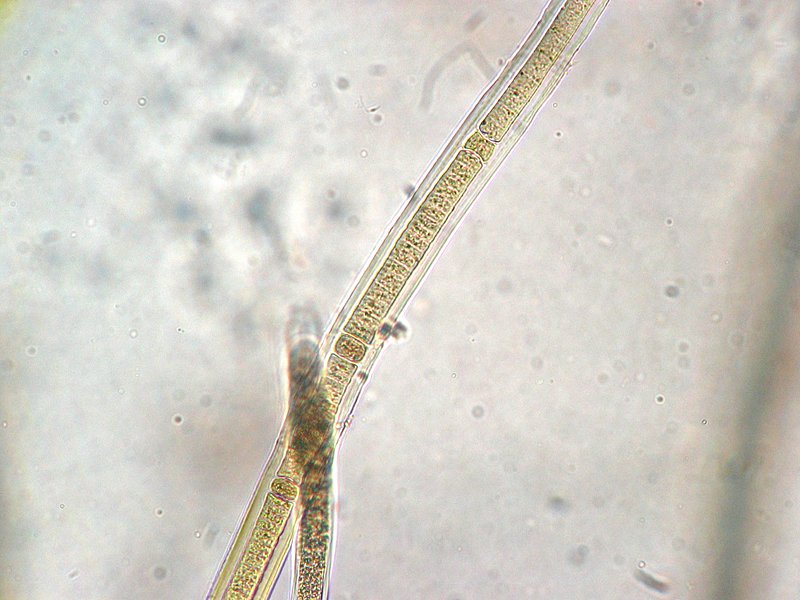
Scytonema crispum (Scytonemataceae)
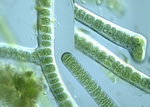
Stigonema sp. (Stigonemataceae)